# Lohn+Gehalt
LOHN+GEHALT ist der Titel einer Fachzeitschrift für die betriebliche Entgeltabrechnung in Deutschland. Sie wurde 1980 zum ersten Mal herausgegeben. Das Aufgabenfeld der Lohn- und Gehaltsabrechnung ist geprägt von unterschiedlichen Einflussgrößen, wie z. B. Neuregelungen im Arbeits-, Lohnsteuer- und Sozialversicherungsrecht. Für diesen dynamischen Bereich soll LOHN+GEHALT praxisorientierte und rechtssichere Unterstützung bieten.
Sie erscheint achtmal im Jahr bei der Verlagsgruppe Hüthig Jehle Rehm GmbH – DATAKONTEXT, Frechen.